# Приватний університет
Приватний університе́т (англ. Private university, яп. 私立大学) — тип вищого навчального закладу, що був заснований  не державою, а фізичними або юридичними особами (наприклад, підприємцями, фондами чи релігійними організаціями) і керується ними. Має повне самоврядування. В Україні також вживається англійська калька.
Приватні інститути — це прояв ринкових відносин у сфері освіти. Вони часто виникають як відповідь на попит на альтернативну або спеціалізовану освіту, яку не завжди забезпечують державні заклади. Приватні інститути можуть відрізнятися:
якістю освіти (як у позитивний, так і в негативний бік);
спеціалізацією (наприклад, бізнес, ІТ, дизайн);
гнучкістю програм;
вартістю навчання (зазвичай вище, ніж у державних);
міжнародними зв’язками (подвійні дипломи, стажування за кордоном тощо).

## Список

### Україна
- Класичний приватний університет
- Київський міжнародний університет
- Міжнародний економіко-гуманітарний університет імені академіка Степана Дем'янчука
- Український гуманітарний інститут
- Український католицький університет (УКУ)
- Київський університет культури (КУК)

### Японія
- Софійський університет (Токіо)
- Айчівський університет

### Польща
- Університет соціальних та гуманітарних наук